# Erzbischöfliches Palais (Wien)

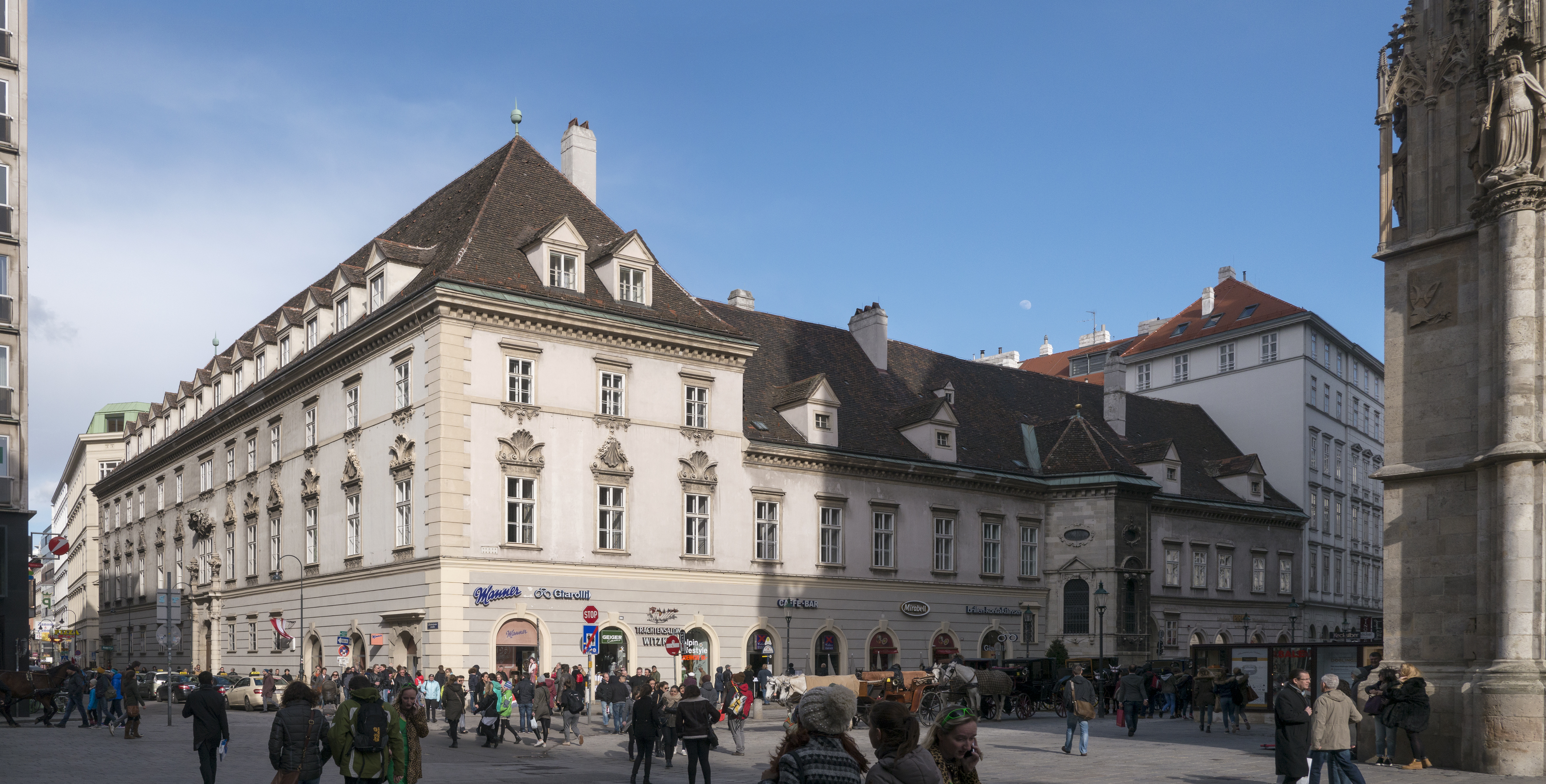
Erzbischöfliches Palais

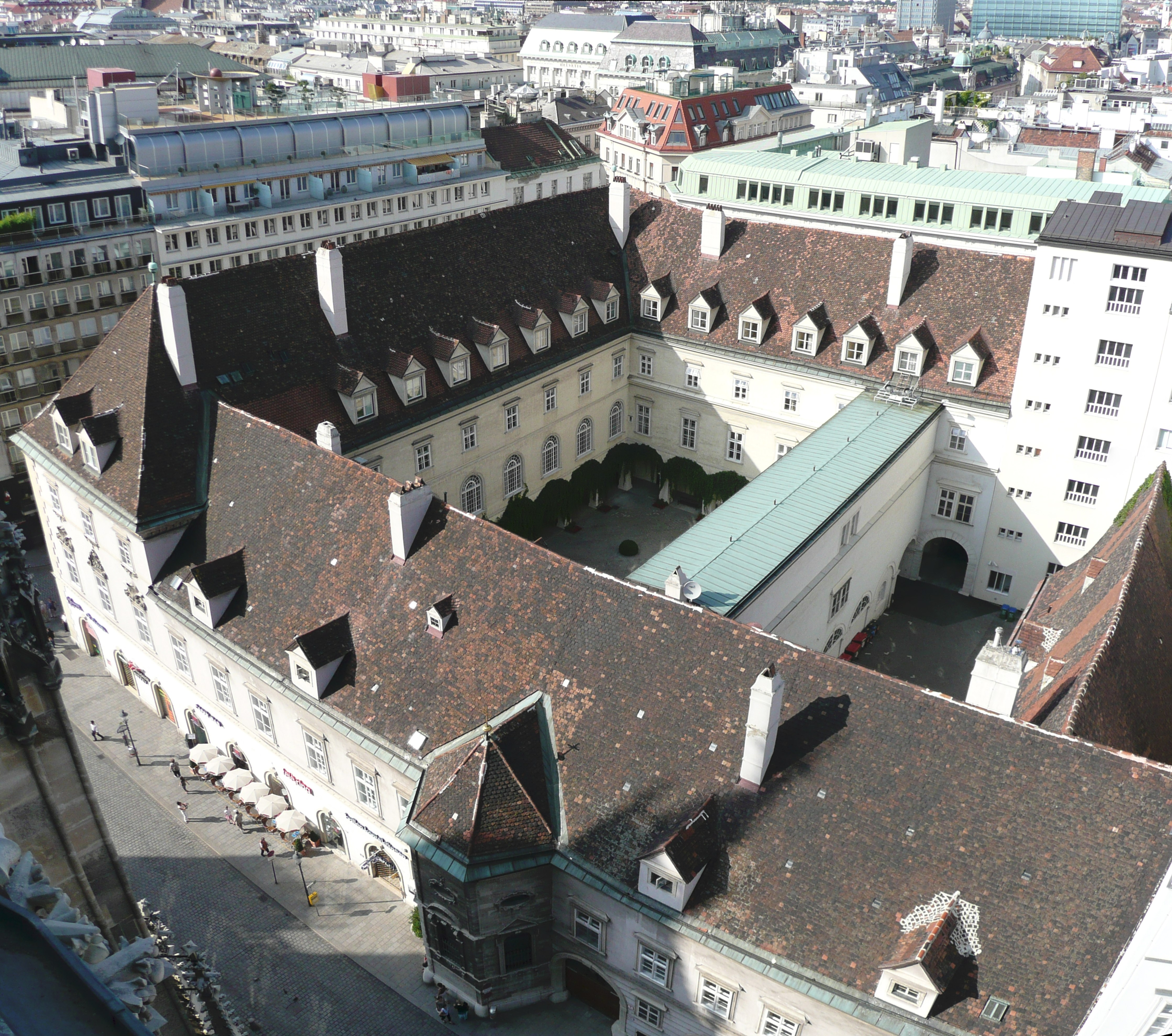
Blick auf das Palais vom Stephansdom aus

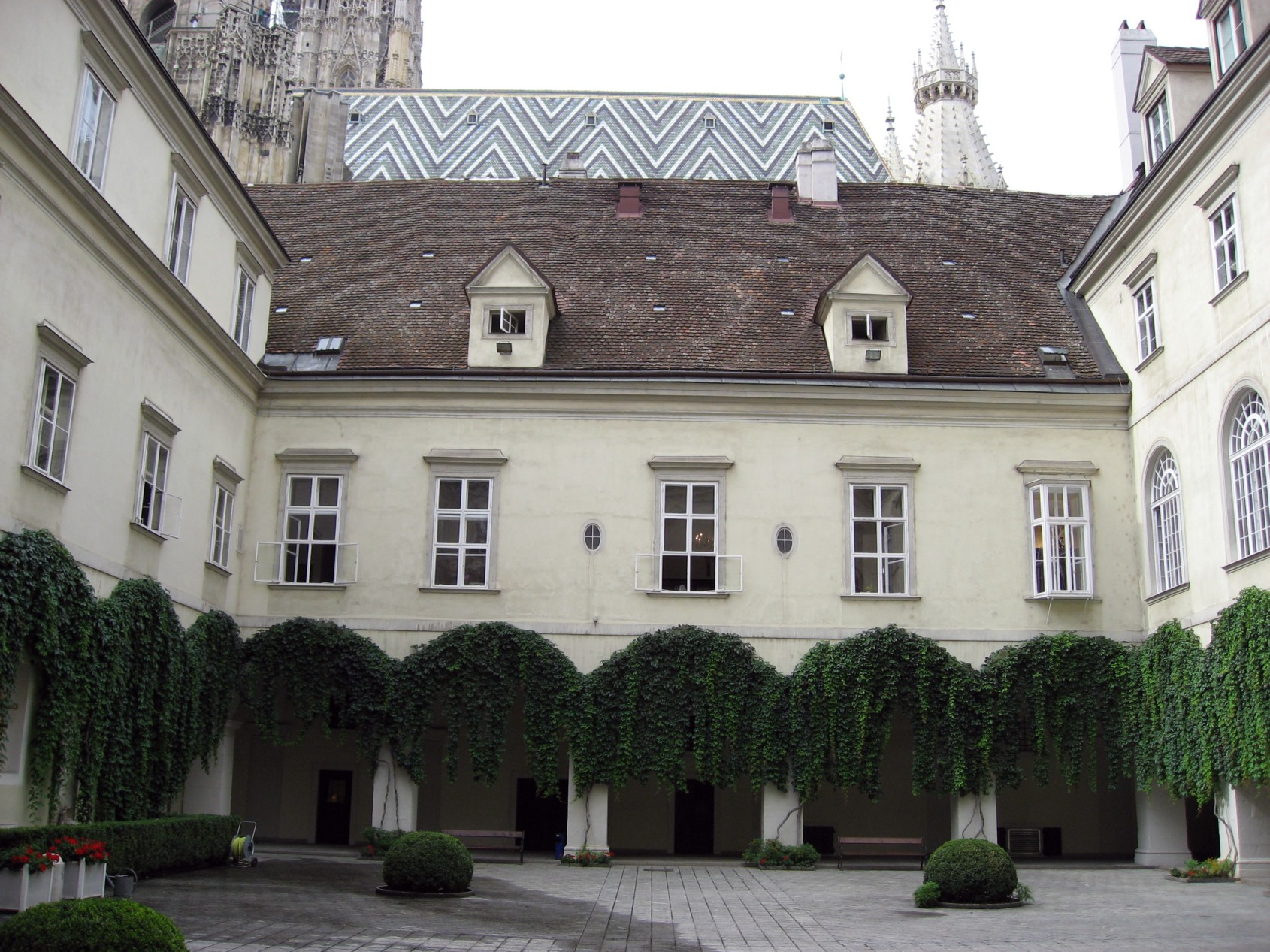
Innenhof des Erzbischöflichen Palais, im Hintergrund der Stephansdom

Das Erzbischöfliche Palais ist ein Palais im 1. Wiener Gemeindebezirk Innere Stadt. Zu dem Palais am Stephansplatz gehört unter anderem die Andreas-Kapelle, die in das Gebäude integriert ist.

## Geschichte
Das ursprüngliche Gebäude an der Stelle des heutigen Erzbischöflichen Palais wurde bereits 1276 erstmals urkundlich erwähnt. Der Bischofshof wurde im Jahre 1579 unter Bischof Caspar Neubeck vergrößert und verschönert. Dieses Gebäude brannte jedoch bei einem Stadtbrand im Jahre 1627 vollkommen nieder und wurde in den Jahren 1632 bis 1641 unter Bischof Anton Wolfradt und seinem Nachfolger Philipp Graf Breuner durch das heutige Palais ersetzt. Der Bau stand unter der Leitung von Giovanni Coccapani. An den Baukosten beteiligte sich unter anderem Kaiser Ferdinand II.  mit 100.000 Reichstalern. 1655 werden in den Bauakten des Diözesanarchivs der Maurermeister Domenico Carlone und der Steinmetzmeister Ambrosius Regondi aus Kaisersteinbruch genannt. 
Kaiser Karl VI. konnte 1722 bei Papst Innozenz XIII. erreichen, dass das Fürstbistum Wien (seit 1631) in den Rang eines Erzbistums erhoben wurde. Ab 1723, der Ernennung von Bischof Siegmund Graf Kollonitsch zum Fürsterzbischof trägt das vormals Bischöfliche Palais den Namen Erzbischöfliches Palais. Die Hauptcassa-Rechnungen, seit 1751 vorhanden, berichten vom Bau einer Hauptstiege (Puttenstiege) durch den erzbischöflichen Baumeister Mathias Franziskus Gerl, die ausgearbeiteten Stiegenstufen aus Kaiserstein lieferte Steinmetzmeister Johann Gehmacher aus Kaisersteinbruch.
Im 19. Jahrhundert erfolgte eine Aufstockung des Anwesens. Am 3. Juni 1933 wurde das neugegründete Erzbischöfliche Dom- und Diözesanmuseum in den Räumen des Palais eröffnet, das jedoch 1973 in den Zwettlhof (Stephansplatz 6) umzog.
Als Reaktion auf die berühmte Rosenkranz-Demonstration nach einer flammenden Predigt Kardinal Innitzers wurde das Palais am 8. Oktober 1938 durch die Hitlerjugend gestürmt und verwüstet.
Während der Luftangriffe im Zweiten Weltkrieg wurden die Kellergewölbe des Palais als Luftschutzkeller genutzt.
Um mehr Platz für das Diözesanarchiv zu schaffen, wurde unterirdisch zusätzlicher Raum geschaffen. Das neue Archiv reicht mit zwei Geschoßen in eine Tiefe von 12 Metern und die Regale haben eine Gesamtlänge von acht Kilometern.
Heute beherbergt das Palais die Residenz des Kardinals und einen Teil der Verwaltungsbehörden der Erzdiözese Wien.

## Innenansichten des Erzbischöflichen Palais

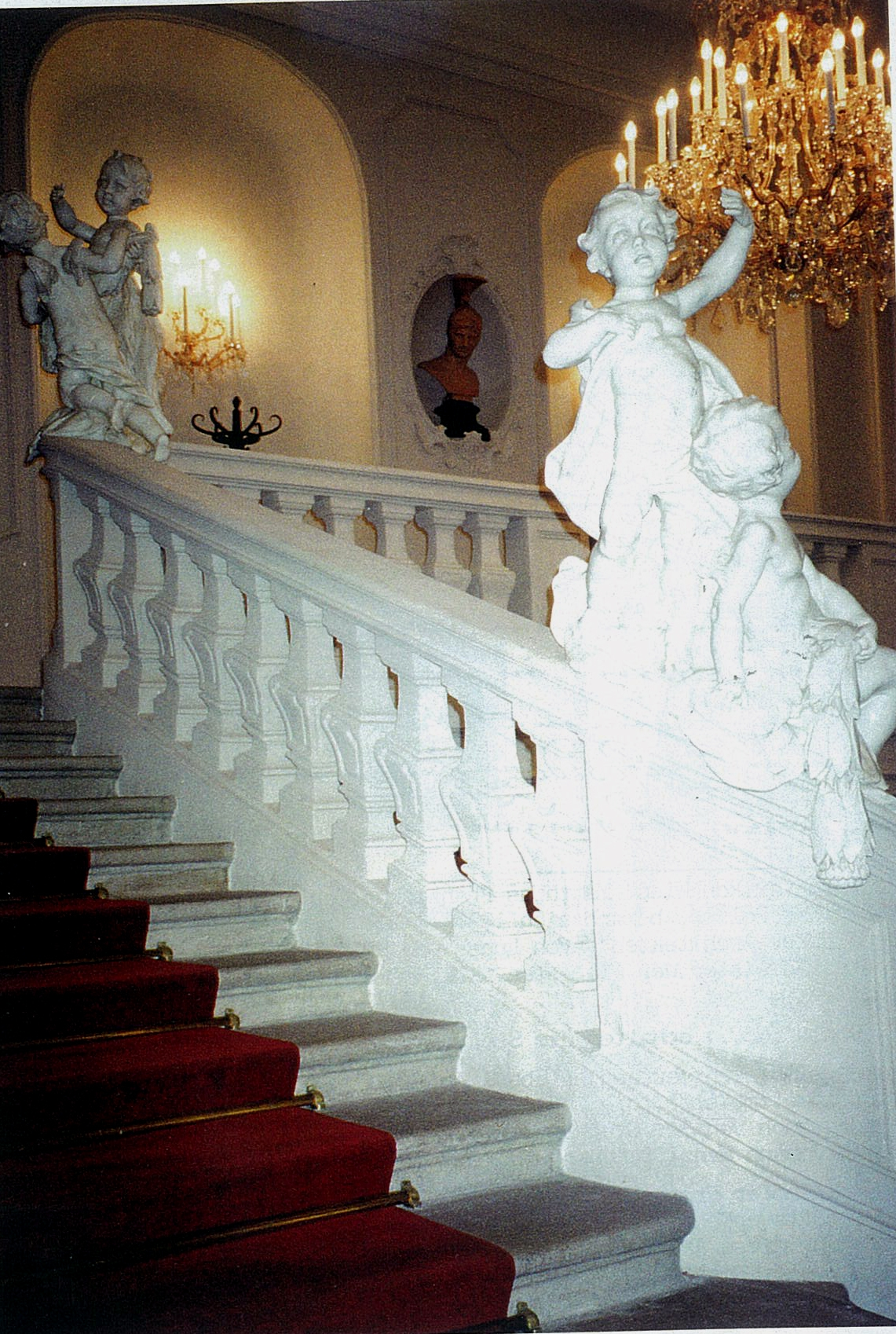
Barocke Treppe
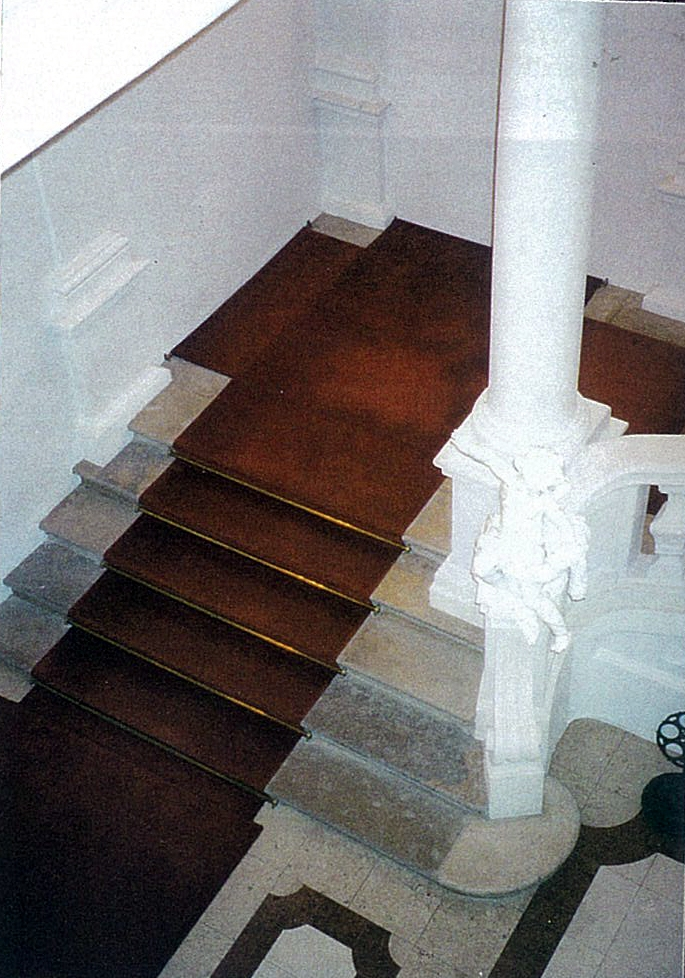
Antrittsstufen